# Non me la menare
Non me la menare è una canzone scritta e cantata dal gruppo musicale degli 883 nel 1991.

## Descrizione
Dopo aver partecipato nel 1989 al programma televisivo condotto da Jovanotti intitolato 1, 2, 3 Jovanotti con il nome di I Pop, nel 1991 gli 883 partecipano al Festival di Castrocaro con questa canzone, non vincendo ma arrivando in finale.
Particolarità del brano è l'utilizzo, per la terza strofa e annesso ritornello, del riff di batteria del celebre brano Shout dei Tears for Fears. Questo fatto è reso più evidente dalla scelta titolo del remix inserito poi in Remix '94, appunto Shout Remix.
Il brano verrà inserito nell'album d'esordio del gruppo, intitolato Hanno ucciso l'Uomo Ragno, pubblicato nel 1992. Nello stesso album è inserita una versione gospel di questa canzone. Il brano è contenuto anche in Remix '94 e TuttoMax. Nell'album Hanno ucciso l'Uomo Ragno 2012 la canzone è reinterpretata insieme a Entics, mentre nella raccolta Max Forever Vol.1 ne è stata inserita una versione inedita.
Il ritornello è stato usato e riadattato nell'album Mouse Music dei Two Fingerz nella canzone Non capisco cosa vuoi con J-Ax e Max Pezzali.

## Tracce
1. Non me la menare Mix 1
2. Non me la menare Mix 2
3. Non me la menare Mix 3

## Formazione
- Max Pezzali - voce
- Mauro Repetto - cori, sequencer